# Celestino Vietti
Celestino Vietti, född 13 oktober 2001 i Cirié, är en italiensk roadracingförare som tävlar i Moto3-klassen i världsmästerskapen i Grand Prix Roadracing. Han har nummer 13 på sin motorcykel.

## Tävlingskarriär
Vietti gjorde VM-debut i roadracing i Moto3-klassen som ersättare för den skadade Nicolò Bulega vid Japans Grand Prix 2018. Redan i sitt andra Grand Prix tog han sin första pallplats, trea i Australiens GP.  Till Roadracing-VM 2019 blev Vietti ordinarie förare hos Sky Racing Team VR46. Han tog tre pallplatser och kom på sjätte plats i VM och blev därmed bästa nykomling (Rookie of the year). Vietti fortsatte i samma team i Moto3 Roadracing-VM 2020. Han tog sin första Grand Prix-seger den 23 augusti 2020 genom att vinna Steiermarks Grand Prix på Red Bull Ring.

## Framskjutna placeringar
Uppdaterad till 2023-07-24.
| Nr | Grand Prix | År   |
| -- | ---------- | ---- |
| 1  | Steiermark | 2020 |
| 2  | Frankrike  | 2020 |

| Nr | Grand Prix     | År   |
| -- | -------------- | ---- |
| 1  | Emilia-Romagna | 2020 |

| Nr | Grand Prix | År   |
| -- | ---------- | ---- |
| 1  | Australien | 2018 |
| 2  | Spanien    | 2019 |
| 3  | Katalonien | 2019 |
| 4  | Japan      | 2019 |
| 5  | Andalusien | 2020 |

| Nr | Grand Prix | År   |
| -- | ---------- | ---- |
| 1  | Katar      | 2022 |
| 2  | Argentina  | 2022 |
| 3  | Katalonien | 2022 |

| Nr | Grand Prix | År   |
| -- | ---------- | ---- |
| 1  | Indonesien | 2022 |
| 2  | Portugal   | 2022 |